# Антон Чехов (тип речных судов)
Антон Чехов, проект Q-056 — тип четырёхпалубных речных теплоходов, построенных для Советского Союза на верфи Österreichische Schiffswerften AG города Корнойбурга в Австрии в 1978—1979 годах. Является развитием проекта Q-040A (тип «Василий Суриков») с увеличением размерности и пассажировместимости.
Всего по заказу СССР было построено два судна этого типа. Контракт № 77-03/80010-111 на поставку двух судов нового проекта Q-056 в Советский Союз был заключён между австрийской верфью ÖSWAG и выступившим в качестве заказчика Всесоюзным объединением «Судоимпорт» был подписан 30 декабря 1975 года.
Ни ранее, ни позднее в истории СССР и России отечественная судостроительная промышленность такие суда не строила. В то же время, в период развитого социализма,  стал возможен заказ в социалистических странах (ЧССР, ГДР) и даже на Западе целой флотилии из десятков трёх- и четырёхпалубных теплоходов, и уже начиная с 1974 года в СССР стали поступать «невиданные» по размеру, архитектуре и самое главное — комфорту речные круизные суда и лайнеры, для работы на регулярных пассажирских линиях. Суда, построенные ранее, включая трёхпалубные проекта 586 и проекта 26-37, не могли даже близко соперничать с ними. Суда данного проекта Q-056 стали флагманами советского и российского речного флота.
Район плавания теплоходов не ограничивался водными бассейнами разряда «О», а имел разряд «М» с ограничением высоты волны в 2 метра, что позволило ходить по штормовым Енисею и Ладожскому и Онежскому озёрам для работы на туристических маршрутах Москва—Санкт-Петербург.

## Суда проекта
Первое судно проекта сошло со стапелей верфи Österreichische Schiffswerften AG Корнойбурга в Австрии в 1978 году. Теплоходы серии Q-056 назвали в честь великих русских писателей: первое судно — «Антон Чехов», а второе — «Лев Толстой». Теплоход «Антон Чехов» был приписан к Енисейскому речному пароходству его флагманом, с 2003 перешёл к Волжскому пароходству и Донинтурфлоту, совершив переход с Енисея на Волгу. Теплоход «Лев Толстой» был приписан флагманом Волжского пароходства.
Для размещения пассажиров на судне имеются оборудованные индивидуальными санитарными блоками (душ, туалет, умывальник), кондиционерами и телевизорами люксовые, полулюксовые, 1-, 2- и 3-местные каюты, при этом в каютах первых двух типов также имеется холодильник.
К услугам путешественников ресторан, 2 бара, музыкальный салон, конференц-зал, киноконцертный зал, парикмахерская, медицинский пункт, сувенирный киоск, гладильная комната, тренажерный зал и солярий с бассейном на солнечной палубе.
| Суда типа «Антон Чехов» / проект Q-056 | Суда типа «Антон Чехов» / проект Q-056 | Суда типа «Антон Чехов» / проект Q-056 | Суда типа «Антон Чехов» / проект Q-056 | Суда типа «Антон Чехов» / проект Q-056 | Суда типа «Антон Чехов» / проект Q-056 | Суда типа «Антон Чехов» / проект Q-056 | Суда типа «Антон Чехов» / проект Q-056 |
| Год постройки                          | Заводской номер                        | Название                               | Фото                                   | Оператор                               | Маршруты                               | Переименование и статус                |                                        |
| -------------------------------------- | -------------------------------------- | -------------------------------------- | -------------------------------------- | -------------------------------------- | -------------------------------------- | -------------------------------------- | -------------------------------------- |
| 1978.06                                | K713                                   | Антон Чехов                            |                                        | Ортодокс                               | Москва — Астрахань, Ростов-на-Дону     | No. 034941 (RRR)                       |                                        |
| 1979.05                                | K714                                   | Лев Толстой                            |                                        | ВодоходЪ                               | Санкт-Петербург — Москва — Астрахань   | No. 034942 (RRR)                       |                                        |